# Сретен Ковачевић
Сретен Срета Ковачевић (Голубинци, код Старе Пазове, 4. фебруар 1920 — Нови Сад, 10. март 1995), учесник Народноослободилачке борбе и друштвено-политички радник СФР Југославије, СР Србије и САП Војводине. Од 5. јуна 1973. до новембра 1974. године обављао је функцију председника Народне скупштине САП Војводине.

## Биографија
Сретен Ковачевић рођен је 4. фебруара 1920. године у Голубинцима, код Старе Пазове. Завршио је Високу школу политичких наука у Београду. Пре Другог светског рата био је студент. Године 1941. прикључује се Народноослободилачкој борби и постаје члан Комунистичке партије Југославије (КПЈ).
После ослобођења Југославије, био је:
- посланик Републичког и Социјално-здравственог већа Скупштине СР Србије
- секретар Среског комитета Савеза комуниста Србије у Старој Пазови и Сремској Митровици
- члан Извршног одбора Покрајинског одбора Социјалистичког савеза радног народа Србије за Војводину
- члан Централног комитета СК Србије
- члан Председништва Покрајинског комитета СК Србије за Војводину
- члан Секретаријата и Председништва Републичког одбора СУБНОР Србије
- председник Покрајинског одбора СУБНОР Војводине
- потпредседник Народне скупштине САП Војводине
- председник Народне скупштине САП Војводине од 5. јуна 1973. до новембра 1974. године
- члан Председништва СФРЈ од 1973. до маја 1974. године

Умро је 10. марта 1995. године у Новом Саду.
Носилац је Партизанске споменице 1941. и више ратних и послератних одликовања, међу којима је и Орден југословенске заставе са лентом.